# Téléphone mobile basique
Un téléphone mobile basique est un téléphone mobile limité à des fonctions de base de la téléphonie, essentiellement les appels téléphoniques et l’envoi et la réception de SMS et  la gestion d’un répertoire. Peuvent s’y ajouter des fonctions multimédia (photographie et lecteur MP3 notamment).
Un téléphone mobile basique est également appelé téléphone GSM, téléphone mobile classique, téléphone mobile simple ou encore téléphone portable basique, téléphone portable classique, téléphone portable simple.
En Belgique francophone et dans la République démocratique du Congo, on utilise le terme « GSM basique », tout comme en Nouvelle-Calédonie. En Suisse romande, on parle couramment de Natel basique.  Au Canada francophone, le terme cellulaire basique est utilisé. 
Contrairement aux smartphones (appelés « téléphones intelligents » au Canada), il ne comporte pas d'application mobile, et les plus basiques des téléphones mobiles basiques ne comportent pas de caméra frontale.

## Positionnement respectif des téléphones mobiles basiques et des smartphones
Dans la plupart des pays développés, la proportion des smartphones est désormais supérieure à celle des téléphones mobiles basiques, mais il n’en va pas de même pour les pays émergents. Au Québec par exemple, le taux de personnes détenant un téléphone mobile de base est passé de 64 % à 37 % entre 2010 et 2014, tandis que le taux d'équipement en téléphones intelligents et tablettes numériques s'accroissait. Ce déclin est tel que le téléphone mobile de base était cité en 2014 comme un exemple-type des produits en phase de déclin dans un livre de marketing, par opposition au smartphone.
Dotés de moins de fonctions, les téléphones mobiles basiques sont en général moins chers que les smartphones. Par exemple le Bic Phone V6 d'Orange s'est vendu à 24,90 €[Quand ?].
Dans les pays développés, c’est la recherche de la simplicité qui prévaut dans le choix d’un téléphone mobile basique par rapport à un smartphone. Dans les pays émergents, ce sont plutôt les considérations économiques qui jouent ainsi que, dans certains cas, l’absence de réseaux permettant de tirer pleinement parti d’un smartphone.
À partir de 2019, la vente des smartphones a baissé dans le monde pour la 1ère fois depuis 10 ans. La part de marché des téléphones basiques, passant de 400 millions d’unités en 2019, a quasiment doublé en 2020, avec 735 millions de ventes dans le monde. Les raisons d'un tel engouement, des utilisateurs qui cherchent à se déconnecter de l'addiction numérique (nomophobie) (réseaux sociaux, sollicitation permanente des push...) et une autonomie de batterie bien plus longue que les smartphones.
Par opposition au terme smartphone, de l'anglais « téléphone intelligent», le téléphone mobile basique peut également être désigné par les termes « téléphone idiot » (en anglais dumbphone). Malgré la concurrence du smartphone, la vente des téléphones mobiles basiques a augmenté de 5% en 2017, par rapport à l'année 2016. Environ 450 millions de modèles ont été vendus.

## Caractéristiques techniques
Il existe une grande variété de téléphones mobiles basiques, se différenciant en fonction de leurs caractéristiques techniques :
- téléphonie : présence d’une ou deux cartes SIM ;
- type de clavier : physique ou tactile ;
- taille de l’écran (de 1,8 à 5,5 pouces) ;
- fonction photographie :
  - présence ou non d’un appareil photo dorsal,
  - définition de l’appareil photo (de 0,1 à 13 mégapixels),
  - présence ou non d’un appareil photo frontal ;
- système d'exploitation ;
- présence de fonctions destinées à certains publics :
  - touche d’appel d’urgence ;
  - compatibilité avec appareils auditifs ;
- etc.

## Exemples
À titre d’exemples de téléphones mobiles basiques de base disponibles ou distribués en France, peuvent être cités :
- le Nokia 6303i classic, clavier physique, sans appareil photo ;
- le Wiko Lubi 4, écran 1,8 pouce, clavier alpha-numérique, système d'exploitation propriétaire (feature phone), appareil photo dorsal 0,3 Mpx, pas d'appareil photo frontal ;
- l'Orange Bic Phone V6 , avec un clavier physique et un appareil photo  frontal de 0,1 mégapixels.
- le SFR Selection F1 ;
- le Wiko Riff 2, écran de 2,4 pouces.

À titre d’exemples de téléphones mobiles basiques bas de gamme,  peuvent être cités :
- le Bouygues Bc 311 ;
- le Samsung Xcover 550. Un mobile tout terrain. Clavier physique, écran 2,4 pouces, appareil photo 3 mégapixels (sans possibilité de selfies). Mais, par contre : une lampe torche incorporée, un cran d'attache, antichoc et étanche. Environ 80 €[8] ;
- l'Orange Dive 7, avec un appareil principal  de 8 mégapixels et une camera frontale de 5 mégapixels  qui permet de faire des selfies : 121 €.

À titre d’exemple de téléphones mobiles basiques milieu de gamme, peuvent être cités :
- le ZTE Blade V7 Lite, un capteur de 13 mégapixel à l'arrière, une web de 5 mégapixels  à l'avant.
- le Bouygues Bs 471 ;
- l'Orange Neva ;
- le SFR Staractive.

À titre d'exemples de téléphones mobiles basiques spécialisés, peuvent être cités deux modèles particulièrement adaptés aux séniors : 
- le PhoneEasy 508 de Doro[9] ;
- le PhoneEasy 612 de Doro[10].